# Syndrome thalamique
 Mise en garde médicale
Le syndrome thalamique ou syndrome de Dejerine-Roussy ou syndrome de douleur thalamique est une affection qui peut apparaître après un accident vasculaire cérébral qui endommage le thalamus,. Les accidents vasculaires cérébraux ischémiques et hémorragiques peuvent provoquer des lésions dans le thalamus. Ces lésions sont initialement à l'origine d'un manque de sensations et des picotements dans la partie controlatérale du corps. Quelques semaines à quelques mois plus tard, l'engourdissement peut évoluer en allodynie, une douleur intense et chronique non proportionnelle au stimulus. Alors que les symptômes initiaux de l'AVC disparaissent, un déséquilibre des sensations provoque ces symptômes ultérieurs caractérisant le syndrome de Dejerine-Roussy. Bien que certains traitements existent, ils sont souvent coûteux, invasifs sur le plan chimique et ne sont efficaces que pour une durée limitée.

## Symptômes
Le syndrome de Dejerine-Roussy est le plus souvent précédé d'un engourdissement du côté affecté. Dans ce cas, l'engourdissement est remplacé par des sensations de brûlure et de picotement, dont le degré de gravité varie considérablement selon les cas. La majorité des cas rapportés sont des cas dans lesquels les symptômes sont graves et handicapants. La sensation de brûlure et de picotements peut également être accompagnée d'hypersensibilité, généralement sous la forme de dysesthésie ou d'allodynie. Moins fréquemment, certains patients développent une douleur persistante sévère malgré l'absence de stimuli.
L'allodynie est une douleur provoquée par un stimulus normalement indolore,,. Par exemple, un patient ressent une douleur persistante quand une légère brise touche sa peau. La plupart des patients souffrant d'allodynie souffrent de douleur au toucher et à la pression mais certains peuvent également être hypersensibles à la température.   
La dysesthésie est définie comme une douleur due à une lésion thalamique. Cette forme de douleur neuropathique peut être une combinaison de démangeaisons, picotements, ou brûlures spontanées ou provoquées par des stimuli.
L'allodynie et la dysesthésie remplacent les engourdissements entre une semaine et quelques mois après un AVC thalamique. En général, une fois que le développement de la douleur a cessé, le type et la gravité de la douleur restent inchangés et, s'ils ne sont pas traités, persistent toute la vie. Par conséquent, beaucoup d'entre eux nécessiteront un traitement antalgique.   
La douleur associée au syndrome de Dejerine-Roussy est parfois associée à de l'anosognosie (négation de toute paralysie du côté gauche dans le cas d'un AVC pariétal droit par exemple) ou de la somatoparaphrénie (non reconnaissance par le malade du membre paralysé comme étant le sien). Bien que discutables, ces symptômes sont rares et considérés comme faisant partie d'un « phénomène thalamique » et ne sont normalement pas considérés comme une caractéristique du syndrome de Dejerine-Roussy[réf. nécessaire].   

## Causes et physiopathologie
Bien qu'il existe de nombreux facteurs de risque favorisant les accidents vasculaires cérébraux, très peu sont associés au syndrome de Dejerine-Roussy et aux lésions thalamiques en particulier. En général, les accidents vasculaires cérébraux endommagent un hémisphère du cerveau, qui peut inclure le thalamus. On pense généralement que le thalamus transmet des informations sensorielles entre les diverses zones sous-corticales et le cortex cérébral. Il est connu que les informations sensorielles provenant des stimuli environnementaux se rendent au thalamus pour traitement, puis au cortex somatosensoriel pour interprétation. Le produit final de cette communication est la capacité de voir, d'entendre ou de ressentir quelque chose, car interprété par le cerveau. Le syndrome de Dejerine-Roussy compromet le plus souvent la sensation tactile. Par conséquent, les dommages dans le thalamus provoquent une mauvaise communication entre la voie afférente et le cortex du cerveau, modifiant ce que ou comment on se sent. Le changement pourrait être une sensation incorrecte ressentie, une amplification inappropriée ou une atténuation de la sensation. De par la plasticité du cerveau et ses différences interindividuelles, il est n'est pas possible de savoir précisément comment une sensation sera modifiée sans cartographie du cerveau et consultation individuelle.
Récemment, l'imagerie par résonance magnétique a été utilisée pour corréler la taille et l'emplacement de la lésion avec la zone touchée et la gravité de l'état. Bien que préliminaires, ces résultats laissent entrevoir un moyen objectif de comprendre et de traiter les patients atteints du syndrome de Dejerine-Roussy.

### Mécanisme envisagé
Le déséquilibre des sensations caractérisé par le syndrome de Dejerine-Roussy peut être argumenté à travers un modèle abordant un système d'entrées et de sorties que le cerveau doit traiter en permanence tout au long de la vie, suggérant une plasticité latente. Les hémisphères droit et gauche du cerveau jouent tous deux un rôle important dans les entrées et les sorties sensorielles. Lorsqu'un accident vasculaire cérébral touche un hémisphère, il est proposé que l'autre hémisphère règle les écarts de manière spécifique. L'hémisphère gauche a tendance à « dissimuler » les divergences d'entrées, en suscitant des mécanismes de défense de déni ou de rationalisation afin de stabiliser ces divergences. En revanche, l'hémisphère droit fait l'inverse, en se concentrant sur la divergence et incitera à prendre des mesures pour rétablir l'équilibre. Par conséquent, une lésion de l'hémisphère gauche peut entraîner à la fois une indifférence vis-à-vis de la douleur et une hypersensibilité à la douleur (dysesthésie ou allodynie), tandis qu'une lésion de l'hémisphère droit peut entraîner le déni comme mécanisme de défense (anosognosie et somatoparaphrénie).
Le cortex insulaire, qui fait partie du cortex cérébral, est responsable de la sensation du soi, y compris du degré de douleur perçu par le corps, ainsi que des mécanismes de défense et de la conscience du soi. Le cortex insulaire est souvent lésé par un accident vasculaire cérébral. En particulier, l'insula postérieure a été reconnue comme établissant une corrélation avec la douleur ressentie par un individu. De plus, il a été prouvé que l'insula postérieure reçoit une quantité substantielle des entrées du cerveau et peut être associée à des entrées visuelles, kinesthésiques et auditives.

## Diagnostic
Dejerine-Roussy est un syndrome douloureux rare. Les personnes atteintes rapportent généralement au début des douleurs ou une sensibilité inhabituelles pouvant être de nature allodynique ou déclenchées par des stimuli apparemment sans lien (sons, goûts). Les symptômes sont généralement latéralisés et peuvent inclure une perte de vision ou une perte d'équilibre (sens de la position). Le bilan doit être effectué par un neurologue et une imagerie cérébrale est nécessaire pour rechercher des signes d'infarctus ou de tumeur.

## Traitements
De nombreux médicaments chimiques ont été utilisés pour un large éventail de douleurs neuropathiques, notamment le syndrome de Dejerine-Roussy. Les symptômes ne peuvent généralement pas être traités avec des analgésiques ordinaires. Les substances utilisées comprennent les opiacés et les antidépresseurs. Les nouveaux produits pharmaceutiques comprennent les antiépileptiques et la médecine Kampo. Les traitements de la douleur sont le plus souvent administrés par voie orale ou par injections périodiques. De plus, la thérapie physique est traditionnellement associée à un traitement médicamenteux. Plus récemment, la stimulation électrique du cerveau et de la moelle épinière, ainsi que la stimulation calorique ont été explorées comme traitements.
Les plans de traitement les plus courants impliquent un programme de thérapie physique avec un traitement médicamenteux. Comme la douleur ne change pratiquement pas après le développement, de nombreux patients testent différents médicaments et choisissent finalement le schéma thérapeutique le mieux adapté à leur mode de vie, les plus courants étant administrés par voie orale et intraveineuse.   

### Traitements pharmaceutiques
Les opiacés contiennent les narcotiques comme la morphine, la codéine et la papavérine qui soulagent la douleur. Les opiacés activent les récepteurs µ-opioïdes dans le cerveau, ce qui modifie la perception des entrées sensorielles dans le cerveau, soulageant ainsi la douleur et induisant parfois du plaisir pour une courte période. Lorsqu'ils sont administrés par voie intraveineuse, les opiacés peuvent soulager la douleur neuropathique, mais uniquement pendant une période comprise entre 4 et 24 heures. Après cette fenêtre temporelle, la douleur revient et le patient doit être traité à nouveau. Bien que cette méthode de traitement ait fait ses preuves pour réduire la douleur, l'utilisation répétée d'opiacés a également été liée à l'activation du système de récompense du cerveau et constitue donc une menace de dépendance. De fortes doses d'opiacés peuvent également causer de la constipation et une dépression respiratoire. Des effets indésirables plus fréquents sont notamment des étourdissements, des vertiges, une sédation, des démangeaisons, des nausées, des vomissements et une transpiration.
Les antidépresseurs sont traditionnellement administrés pour le traitement des troubles de l'humeur, également liés au thalamus, et peuvent être utilisés pour traiter les symptômes de Dejerine-Roussy. Des antidépresseurs tricycliques tels que l'amitriptyline et des inhibiteurs sélectifs de la recapture de la sérotonine ont été utilisés pour traiter ce symptôme et sont efficaces dans une certaine mesure dans un intervalle de temps court,.
Les anticonvulsivants réduisent l'hyperexcitabilité neuronale et ciblent efficacement le syndrome de Dejerine-Roussy. La gabapentine et la prégabaline sont les plus courants. Ils ont une efficacité significative dans le traitement de la douleur neuropathique périphérique et centrale. Les traitements durent de 4 à 12 heures et sont en général bien tolérés, et la survenue d'effets indésirables ne diffère pas de manière significative d'un patient à l'autre. Les effets indésirables fréquemment rapportés sont les vertiges, une diminution des performances intellectuelles, la somnolence et les nausées.
Des traitements topiques tels que des patchs à la lidocaïne peuvent être utilisés pour traiter la douleur localement. Le produit chimique est libéré sur la peau et agit comme un agent anesthésiant donnant une sensation de froid puis de chaud.
La médecine Kampo a fait l'objet de recherches dans une étude de cas visant à tester l'efficacité d'un médicament appelé « décoction de Sokeikakketsuto » pour le traitement des symptômes douloureux de Dejerine-Roussy. La patiente étudiée ne répondait pas aux antidépresseurs ni aux médicaments antiépileptiques et opta pour la médecine Kampo en tant qu'option de traitement. La douleur ressentie par la patiente a considérablement diminué et a présenté une amélioration de la dysesthésie. Le mécanisme d'action bloquant la douleur est actuellement inconnu. Les effets de ce traitement ont duré environ 10 jours, une période réfractaire comparativement plus longue que n'importe quel traitement pharmaceutique traditionnel.

### Traitements de stimulation
La stimulation à partir d'électrodes implantées chirurgicalement a été étudiée ces dix dernières années dans l'espoir d'un traitement de la douleur permanent sans réfraction. La stimulation électrique utilisant des implants fournit des tensions spécifiques à une partie spécifique du cerveau pendant des durées spécifiques. Plus récemment, des recherches ont été menées en radiothérapie en tant que traitement à long terme du syndrome de Dejerine-Roussy. En général, ces études ont conclu à l'efficacité initiale de tels implants, mais la douleur réapparaît souvent après un an environ. L'efficacité à long terme des traitements de stimulation doit être testée et évaluée.
Chers et invasifs, les traitements ci-dessus ne sont pas garantis et ne répondent pas aux besoins des patients. Il existe un besoin pour une nouvelle forme de traitements moins coûteux et moins invasifs, dont deux sont décrits ci-dessous.
La stimulation de la moelle épinière a été étudiée au cours des deux dernières années. Dans une longue étude de cas, 8 patients ont été soumis à une stimulation de la moelle épinière par insertion d'une sonde percutanée au niveau approprié de la colonne cervicale ou thoracique. Entre 36 et 149 mois après les stimulations, les patients ont été interrogés. 6 des 8 avaient reçu un soulagement initial de la douleur et trois avaient connu un soulagement de la douleur à long terme. La stimulation de la moelle épinière est moins chère que la stimulation du cerveau et moins invasive. Elle constitue donc une option plus prometteuse pour le traitement de la douleur.
- En 2007, le Dr VS Ramachandran et son laboratoire ont envisagé que la stimulation calorique serait efficace dans le traitement du syndrome de Dejerine-Roussy. Ils ont émis l'hypothèse que si de l'eau froide coulait dans l'oreille par le conduit auditif, les symptômes associés au syndrome de Dejerine-Roussy seraient soulagés. Ramachandran a déclaré qu'il avait effectué des expériences provisoires sur deux patients et était convaincu que leurs réactions corroboraient sa théorie[1].

L'Étanercept péri-spinal pourrait être employé. Le Dr Edward L. Tobinick, directeur de l'Institute of Neurological Recovery de Boca Raton, dans des articles scientifiques publiés, et d'autres médecins et scientifiques, ont suggéré l'efficacité de l'utilisation d'un médicament déjà approuvé par la FDA, mais dans une nouvelle indication off-label, pour le dysfonctionnement neurologique post-AVC,,,,. Ces publications concernent le syndrome de Dejerine-Roussy. Les symptômes atténués peuvent inclure une réduction de la spasticité et une diminution de la douleur chronique post-AVC,,,. Des essais randomisés, contrôlés par placebo, sont en cours de développement ou en cours.

## Épidémiologie
Sur les millions de personnes victimes d'un accident vasculaire cérébral dans le monde, plus de 30 000 aux États-Unis ont développé une forme de syndrome de Dejerine-Roussy. 8 % de tous les patients ayant subi un AVC souffriront du syndrome douloureux central, et 5 % auront des douleurs modérées à sévères. Le risque de développer le syndrome de Dejerine-Roussy est plus élevé chez les patients âgés victimes d'AVC, à savoir, environ 11 % des patients âgés de plus de 80 ans victimes d'un AVC.

## Historique
En 1906, Jules Dejerine et Gustave Roussy décrivirent la douleur centrale post-AVC (CPSP) dans leur article intitulé « le syndrome thalamique ». Le nom de syndrome Dejerine-Roussy a été inventé après leur décès. Le syndrome comprenait « … des douleurs sévères, persistantes, paroxystiques, souvent intolérables, du côté hémiplégique, ne cédant à aucun traitement analgésique. » 
En 1911, il a été constaté que les patients développaient souvent une douleur et une hypersensibilité aux stimuli lors de la récupération fonctionnelle. Et ainsi, on pensait que la douleur associée à un AVC faisait partie du processus de réparation de l'AVC et de la lésion se produisant dans le cerveau. Il est maintenant admis que le syndrome de Dejerine-Roussy est une condition développée en raison de lésions interférant avec le processus sensoriel, ce qui a déclenché le début de la recherche sur le traitement pharmaceutique et la stimulation. Les 50 dernières années ont été remplies de recherches sur les traitements réfractaires. Au début des années 2000, des traitements plus longs, d'une durée allant de plusieurs mois à plusieurs années, ont été explorés afin de poursuivre la recherche d'une élimination permanente de la douleur anormale.

## Éponyme
Le syndrome de Dejerine-Roussy a également été désigné comme: « Syndrome Thalamic postérieur », « Syndrome rétrolenticulaire », « Anesthésie hyperesthésique thalamique », « Syndrome de la douleur thalamique », « Syndrome thalamique », « Syndrome de douleur central » et « Syndrome central post AVC »,,. Cette affection n'est pas associée au syndrome de Roussy-Lévy ni à la maladie de Dejerine-Sottas, deux maladies génétiques,,.

## Voir également
- Syndrome de sensibilité centrale